# Milánské derby
Milánské derby, známé také jako Derby della Madonnina je název pro fotbalové utkání mezi italskými kluby z města Milán AC Milán a FC Inter Milán, které od roku 1947 sdílí společný stadion Stadio Giuseppe Meazza. Název tohoto utkání nese podle charakteristické sochy Madonnina umístěné na vrcholu milánské katedrály.
Příznivci Interu, tradičně městské buržoazní a vyšší třídy, oslovovali spoluobčané oponující Baùscia (v milánském dialektu chvastoun), zatímco příznivci Milána, lidového a dělnického původu, obdrželi od příznivců černomodrého týmu přídomek casciavìt (šroubováky) jako symbol sounáležitosti. S ekonomickými rozdíly souvisely také přezdívky muturèta (skútr), kterými fanoušci Milána oslovovali své soupeře, na rozdíl od tramvèe (tramvaje) vyhrazené pro fanoušky Rossoneri, se zjevným odkazem na nízký příjem, který umožňoval maximální ekonomickou dostupnost, použití veřejné dopravy k cestě na stadion. Tento společenský a nakonec i politický kontrast byl rozpuštěn v 80. letech, kdy se podpora Interu rozšířila mezi celebrity blízké levicovým politickým kruhům. Milán podporoval Silvio Berlusconi, pozdějšího politického středopravého vůdce.
Co se týče úspěchů, jde o jeden z nejprestižnějších zápasů na evropské scéně a mezi nejznámější na světové scéně. Dva soupeřící týmy jsou ve skutečnosti dva evropské týmy ze stejného města, které se staly kontinentálními šampiony poté, co vyhrály LM (také Manchester City a Manchester United) i Interkontinentální pohár, tak i následující Mistrovství světa ve fotbale klubů.
Milánské derby se odehrálo ve finále domácího poháru (1976/77) a ve dvou v domácího superpoháru (2011, 2022). Kromě toho je to jediné italské derby, které se hrálo v evropských soutěžích, protože se objevilo ve třech vydáních LM: semifinále (2002/03 a 2022/23) a čtvrtfinále (2004/05).

## Historie

### 1910 až 1949

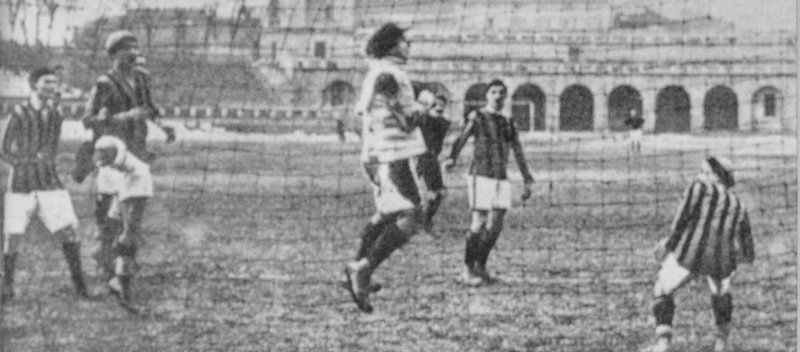
První zápas

První oficiální derby mezi oběma týmy se odehrálo v lize v roce 1909, přesněji 10. ledna, kde na stadionu Campo Milan di Porta Monforte vyhráli Rossoneri 3:2. Prvním střelcem tohoto derby se stal Attilio Trerè (Milán). Ve druhém utkání, to bylo v následující sezoně se první zápas opět na stadionu Campo Milan di Porta Monforte, kde hrálo doma Rossoneri vyhráli Nerazzurri 0:5. Odvetné utkání na stadionu Nerazzurri Arena Civica opět vyhrál Inter a to 5:1. V této sezoně vyhrál Inter první titul v lize, když ve finále porazilo Pro Vercelli, zatímco Milán skončil na 6. místě. Po těchto dvou prohrách Milán vyhrál šest utkání v řadě. Následující tři utkání zase vyhrál Inter. Pak byli všechny soutěže, kvůli Velké válce přerušeny a další utkání mezi sebou odehráli v prosinci 1920. První zápas na novém stadionu Stadio San Siro se odehrál 3. dubna 1927 a utkání skončilo 2:1 pro Rossoneri.

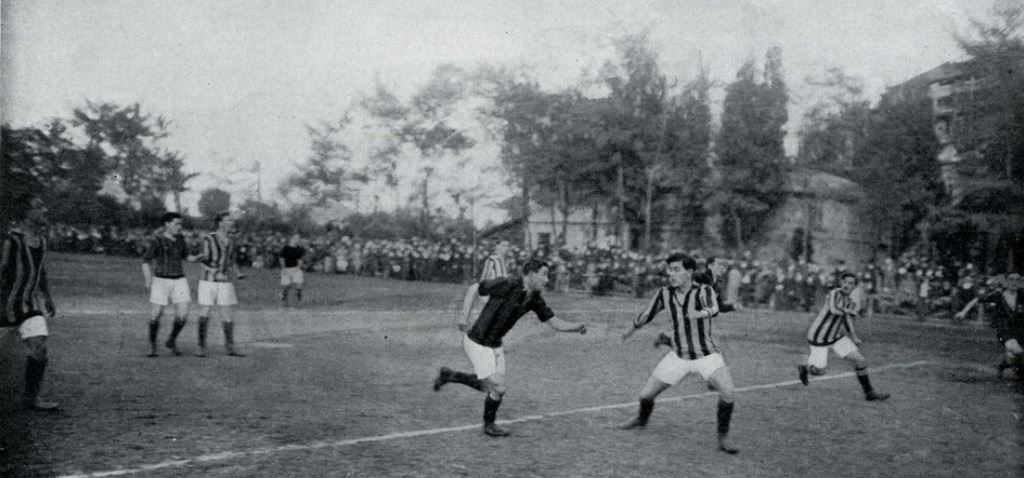
V roce 1915

Od sezóny 1930/31 (1:1) do sezóny 1937/38 (2:1), se již přejmenovaný Inter na Ambrosiana-Inter, zůstal neporažen 15 zápasů, když v nich 8 vyhrál. Právě v sezoně 1937/38 vyhráli Nerazzurri titul a byli o tři body lepší než Rossoneri. Jedno vítězství pro každou stranu v sezónách 1938/39 a 1939/40, kdy Nerazzurri znovu vyhrál titul, čímž se Rossoneri vzdálil o 16 bodů.
Od roku 1940 do roku 1943 byly výsledky derby příznivé pro Nerazzurri, kteří získali tři vítězství proti dvěma remízám a pouze jedno vítězství pro Rossoneri. V roce 1944 se kvůli válce liga nerozehrála a tak funkcionáři se rozhodli zorganizovat alespoň regionální ligu, při kterém každý tým vyhrál svůj zápas.
Po válce v sezóně 1945/46 se střetly čtyřikrát s naprosto vyrovnanou bilancí 2-2. V sezonách 1946/47 až 1949/50, kdy se liga vrátila do jednoskupinové formule, získalo Rossoneri pět vítězství ve srovnání s remízou a dvěma vítězstvími pro Nerazzurri. V tomto období se hrál zápas, které skončilo remízou s největším počtem branek (4:4 ze dne 6. února 1949) a v dalším utkání s výhrou největším počtem branek (6:5. ze 6. listopadu 1949 ve prospěch Nerazzurri.

### 1950 až 1979

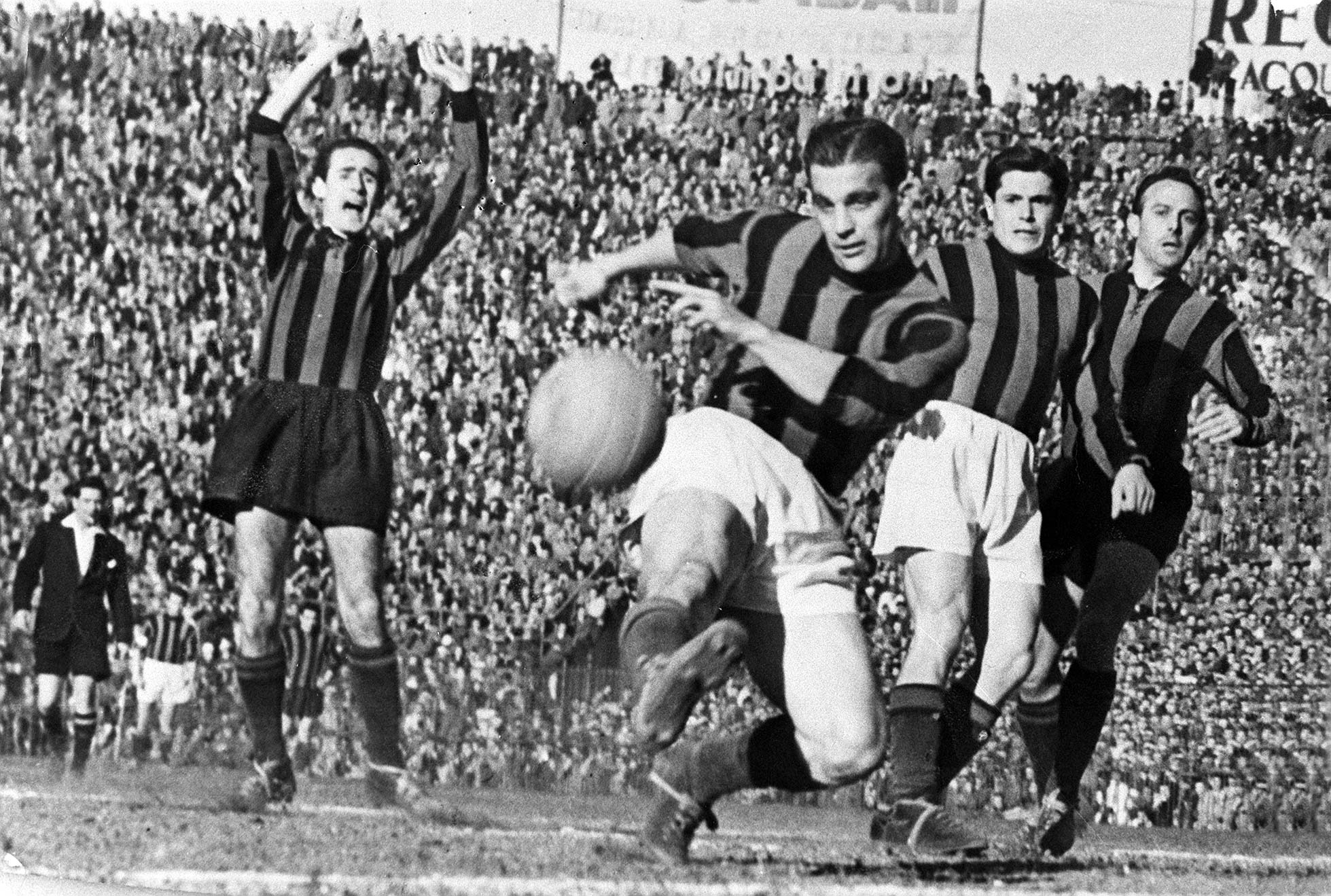
Hráč Rossoneri Gunnar Nordahl střílí rozhodující branku v sezoně 1950/51

V sezóně 1950/51 oba týmy bojovaly o titul a rozdíl mezi nimi byl pouhý bob. Titul získal i díky vítězství v odvetném utkání (1:0) Milán. A tak získal klub první titul od roku 1907. Inter získal titul v sezóně 1952/53 i v sezoně následující, natož Rossoneri opět slavilo v sezoně 1954/55, když Nerazzurri zaostalo o 12 bodů. Od roku 1955 do roku 1957 skončil Milán v pořadí před Interem i když vzájemné zápasy končili remízou a nebo výhrou Nerazzurri. V sezoně 1958/59 opět titul vyhrál Milán i díky výhře v derby 5:3, když čtyři branky vstřelil José Altafini.

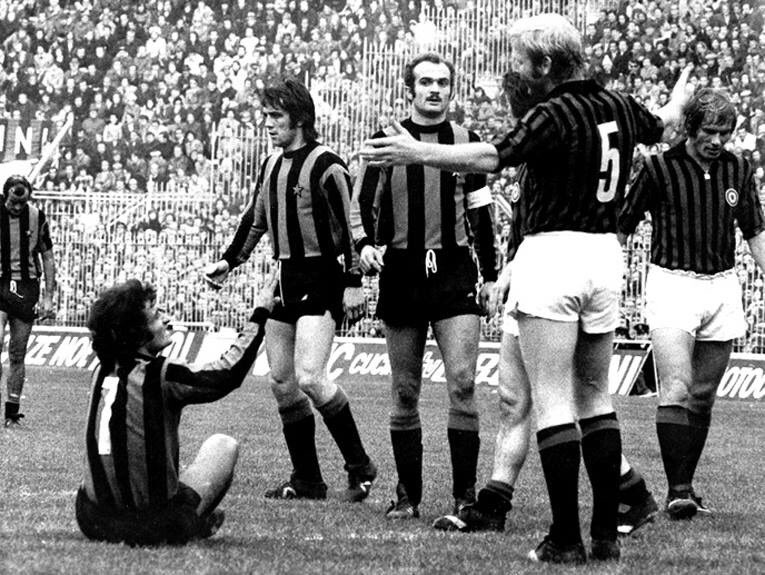
V roce 1973/74

V sezóně 1961-62 titul získal Milán, který byl o 5 bodů lepší než její rival. Dne 24. února 1963 byl vstřelen nejrychlejší gól v derby. Vstřelil jej hráč Nerazzurri Sandro Mazzola v 13 sekundě hry. V sezonách 1964/65 a 1965/66 získal titul Inter. V letech 1965 až 1968 byl tým Nerazzurri neporažen v derby 8 utkání.
V sezoně 1970/71 se oba kluby umístily na vrcholu tabulky a dělilo je 4 body a titul slavilo Nerazzurri. Od roku 1971 do roku 1973 nasbírali Rossoneri pět vítězství a jednu remízu v šesti přímých zápasech (čtyři v lize a dva v poháru). V sezóně 1973/74 zvítězil Inter ve čtyřech sezónních derby (včetně dvou pohárových zápasů). Velká série neporazitelnosti nastala v letech 1974 až 1979, to když Milán neprohrál celkem 13 utkání (7 výher). Společně odehrály finále národního poháru a lépe dopadl tým Rossoneri, který poté získal v sezoně 1978/79 titul. V následující sezoně Milán musel sestoupit kvůli korupci a jejich rival slavil titul.

### 1980 až 1999
Kvůli nuceném sestupu do Serie B se Rosooneri střetlo s rivalem jen v poháru, kde Inter vyhrál 1:0. Po rychlém postupu zpět do Serie A byli výsledky kladnější pro Nerazzurri i díky tomu obsadili 5. místo, zatímco Rossoneri obsadilo 14. místo a opět sestoupilo. Další zápas se odehrál v sezoně 1983/84 a opět bylo lepší Nerazzurri. Tímto skončila série neporazitelnosti 9 zápasů od roku 1979. V sezoně 1984/85 se utkali čtyřikrát, dvakrát v lize a dvakrát v poháru (semifinále). První zápas pro nového majitele Rossoneri Silvio Berlusconi byla porážka 6. dubna 1986. Poté zápasy dopadali lépe pro Milán, to když vyhráli v sezonách 1986/87 i 1987/88, kde slavili titul. Od roku 1988 do roku 1990 výsledky derby zaznamenaly dvě vítězství Nerazzurri, jedno Rossoneri a remízou.
Od sezóny 1990/91 do sezóny 1993/94 Milán vyhrál ligu třikrát, po období národních a mezinárodních úspěchů, které začalo v roce 1988. Ve stejném období v lize a v poháru dosáhli Rossoneri pět vítězství, čtyři remíz a pouze jednu porážku v přímých střetech s Interem. V sezóně 1994/95, včetně těch v poháru, dokázali Nerazzurri vyhrát tři ze čtyř odehraných zápasů. Od roku 1994 do roku 1997 měl Inter sérii neporazitelnosti na 9 utkání, které skončilo porážkou 5:0. Pak následovali dvě výhry Interu a poté dvě remízy. V sezoně 1999/00 se utkali čtyřikrát a lépe na tom byli hráči Nerazzurri, když dvakrát vyhráli. V každém utkání vstřelil branku Milánský Andrij Ševčenko.

### 2000 až 2020
První utkání v sezoně 2000/01 skončilo remízou 2:2, ale v jarním zápase vyhrál Milán, jakožto venkovní tým 6:0, což byla největší výhra v historii derby. V následující sezoně oba kluby vyhrálo své venkovní utkání. Sezona 2002/03 byla famózní pro Rossoneri. Oba své zápasy v lize vyhrálo 1:0 a navíc ještě odehrály mezi sebou další dva zápasy v semifinále LM, které sice skončilo remízou, ale díky vstřelené brance Ševčenka prošli díky pravidlu o gólech pro hosty do finále, které vyhrálo. Následující sezonu Milán vyhrál ligu a oba zápasy v derby vyhrálo. Remízu i výhru slavilo Rossoneri i v sezoně 2004/05 a v LM se opět střetli a to ve čtvrtfinále, které vyhrálo 2:0 a 3:0. Kontumační utkání bylo již 10 utkání v řadě, ve kterém Rossoneri neprohrálo. Od sezóny 2005/06 do sezóny 2009/10 vyhrál Inter ligu pětkrát za sebou, čímž vytvořil svůj vlastní rekord na klubové úrovni a vyrovnal tehdejší italský rekord. Během tohoto období Nerazzurri vyhrálo 7 utkání v derby a 3 prohrálo. Velmi zajímavým zápasem byl na jaře v sezoně 2009/10, když Nerazzurri vyhrálo 2:0 i s 9 hráči, když ve 26. minutě a 91. minutě dostalo červené karty.
V sezóně 2010/11 Rossoneri vyhrálo oba zápasy a po sedmy letech získal titul a také italský superpohár. V následující sezoně oba zápasy vyhrálo Nerazzurri a překazilo obhajobu titulu. Od této chvíle tituly devět let vyhrál Juventus a oba kluby měli finanční krizi (oba měli zahraniční majitele) a tak o derby progresivně ubývalo zájmu. Mezi sezónami 2013/14 a 2016/17 zaznamenala bilance derby v Serii A dvě vítězství pro Nerazzurri, dvě pro Rossoneri a čtyři remízy.
V sezóně 2017/18, která skončila návratem Nerazzurri do Ligy mistrů, vyhrálo první zápas 3:2 díky hattricku od Icardiho (který vyrovnal rekord v počtu gólů v derby za Inter), zatímco v odvetné utkání skončil0 0:0. Ve stejné sezóně se střetli v Italském poháru téměř po 18 letech v této soutěži. Zápas skončil vítězstvím Rossoneri v prodloužení. Následující dvé sezony Nerazzurri zvítězilo ve všech čtyřech zápasech. První utkání v sezoně 2020/21 vyhráli Rossoneri 2:1, když obě branky vstřelil Zlatan Ibrahimović.

### Od 2021
Druhý zápas sezony 2020/21 (v italském poháru) vyhrálo Nerazzurri 2:1, ale jedinou branku za prohraný tým vstřelil Zlatan Ibrahimovič a stal se tak ve věku 39 letech a 14 dní nejstarším střelcem v historii derby. Třetí utkání vyhrálo jasně Nerazzurri 3:0, přičemž Romelu Lukaku vytvořil rekord v nejvyšším počtu vstřelených derby v řadě (celkem 5 branek) a klub vyrazil směrem zisku titulu, který vyhrál o 12 bodů před městským rivalem. V následující sezoně si titul prohodili a Rossoneri vyhrálo ligu o dva body. Vzájemné zápasy v téhle sezoně bylo 1-2-1 (liga i pohár).
V sezóně 2022/23, která zaznamenala jedno vítězství pro každou stranu v lize, se oba týmy se střetli jak v italském superpoháru, tak i v semifinále (po 20 letech) v LM. Všechny tyto zápasy vyhrálo Nerazzurri a celkový počet odehraných zápasů v sezóně bylo pět, což je absolutní rekord. Následující sezoně skončil první zápas 5:1 pro Nerazzurri, což bylo největší vítězství od března 1974. Série vítězství Nerazzurri se dále prodloužila na pět v odvetném zápase díky vítězství 2:1, který se zapsal do historie, že se shodoval již jasným vítězstvím v lize (celkově 20 a druhá hvězda).
Série šesti vítězství v řadě Nerazzurri skončilo v prvním zápase v sezoně 2024/25, když Rossoneri vyhrálo 2:1 a slavilo tak vítězství po dvou letech.

## Výsledky
| 1909 - 2025 244 zápasů v historii |              |                |               |
| AC Milán                          | 82 - 71 - 91 | FC Inter Milán | Milán, Itálie |
|                                   |              |                | Milán, Itálie |

| Zápasy |              |                                 |                                   |                  |                     |                  | | |
| Zápas  | Datum        | Stadion                         | Soutěž                            | Domácí           | Skóre               | Hosté            | Střelci | Střelci |
| 1      | 10. 1. 1909  | Campo Milan di Porta Monforte   | První kategorie 1909              | Milán            | 3:2 Report          | Inter            | 25' Attilio Trerè 74' Pietro Lana 86' Max Laich                                                                      | 69' Achille Gama 88' Bernard Schuler                                                                       |
| 2      | 6. 2. 1910   | Campo Milan di Porta Monforte   | První kategorie 1909/10           | Milán            | 0:5 Report          | Inter            | | 3x Giovanni Capra Ernest Peterly Carlo Payer                                                               |
| 3      | 27. 2. 1910  | Arena Civica                    | První kategorie 1909/10           | Inter            | 5:1 Report          | Milán            | 5' Edoardo Mariani                                                                                                   | 55', 85' Ernest Peterly 62', 71' Oscar Engler 68' Giovanni Capra                                           |
| 4      | 5. 2. 1911   | Arena Civica                    | První kategorie 1910/11           | Inter            | 0:2 Report          | Milán            | 64' Max Tobias 68' Louis Van Hege                                                                                    | |
| 5      | 30. 4. 1911  | Campo Milan di Porta Monforte   | První kategorie 1910/11           | Milán            | 6:3 Report          | Inter            | 2x Max Tobias 2x Louis Van Hege Gustavo Carrer Pietro Lana                                                           | 2x Oscar Engler Attilio Trerè (vl.)                                                                        |
| 6      | 5. 11. 1911  | Campo Milan di Porta Monforte   | První kategorie 1911/12           | Milán            | 2:1 Report          | Inter            | 59(pen.)' Renzo De Vecchi 79' Giuseppe Rizzi                                                                         | 55' Franco Bontadini                                                                                       |
| 7      | 21. 1. 1912  | Arena Civica                    | První kategorie 1911/12           | Inter            | 0:3 Report          | Milán            | 62', 82' Louis Van Hege 21' Gustavo Carrer                                                                           | |
| 8      | 17. 11. 1912 | Arena Civica                    | První kategorie 1912/13           | Inter            | 1:2 Report          | Milán            | 40' Giuseppe Rizzi 46' Louis Van Hege                                                                                | 42' Franco Bontadini                                                                                       |
| 9      | 9. 2. 1913   | Campo Milan di Porta Monforte   | První kategorie 1912/13           | Milán            | 1:0 Report          | Inter            | 76' Attilio Trerè | |
| 10     | 30. 11. 1913 | Campo Milan di Porta Monforte   | První kategorie 1913/14           | Milán            | 0:1 Report          | Inter            | | 20' Aldo Cevenini                                                                                          |
| 11     | 22. 2. 1914  | Campo di via Goldoni            | První kategorie 1913/14           | Inter            | 5:2 Report          | Milán            | 37' Ernesto Morandi 40(pen.)' Louis Van Hege                                                                         | 30(pen.)', 64' Luigi Cevenini 75' Julio Bavastro 82' Aldo Cevenini 89' Ermanno Aebi                        |
| 12     | 2. 5. 1915   | Campo di via Goldoni            | První kategorie 1914/15           | Inter            | 3:1 Report          | Milán            | 85(pen.)' Romolo Ferrario                                                                                            | 40', 66' Ermanno Aebi 5' Emilio Agradi                                                                     |
| 13     | 19. 12. 1920 | Campo di via Goldoni            | První kategorie 1920/21           | Inter            | 0:0 Report          | Milán            | | |
| 14     | 30. 1. 1921  | Campo di viale Lombardia        | První kategorie 1920/21           | Milán            | 1:1 Report          | Inter            | 29' Armando Bellolio                                                                                                 | 60(pen.)' Luigi Cevenini                                                                                   |
| 15     | 3. 4. 1927   | Stadio San Siro                 | Národní divize 1926/27            | Inter            | 1:2 Report          | Milán            | 11', 79' Giuseppe Santagostino                                                                                       | 52' Armando Castellazzi                                                                                    |
| 16     | 5. 6. 1927   | Stadio San Siro                 | Národní divize 1926/27            | Milán            | 1:1 Report          | Inter            | 20' Dario Gay | 58' Tullio Aliatis                                                                                         |
| 17     | 29. 4. 1928  | Stadio San Siro                 | Národní divize 1927/28            | Milán            | 1:2 Report          | Inter            | 20' Giuseppe Santagostino                                                                                            | 9' Giuseppe Meazza 66' Enrico Rivolta                                                                      |
| 18     | 8. 7. 1928   | Campo di via Goldoni            | Národní divize 1927/28            | Inter            | 2:3 Report          | Milán            | 5', 65', 77' Stefano Aigotti                                                                                         | 22' Armando Castellazzi 50' Fulvio Bernardini                                                              |
| 19     | 10. 11. 1929 | Stadio San Siro                 | Serie A 1929/30                   | Milán            | 1:2 Report          | Ambrosiana       | 9' Mariano Tansini                                                                                                   | 6' Umberto Visentin 60' Giuseppe Meazza                                                                    |
| 20     | 13. 4. 1930  | Campo di via Goldoni            | Serie A 1929/30                   | Ambrosiana       | 2:0 Report          | Milán            | | 19', 47' Pietro Serantoni                                                                                  |
| 21     | 26. 10. 1930 | Arena Civica                    | Serie A 1930/31                   | Ambrosiana       | 1:1 Report          | Milán            | 5 (vl.)' Mario Miltone                                                                                               | 80' Pietro Serantoni                                                                                       |
| 22     | 19. 3. 1931  | Stadio San Siro                 | Serie A 1930/31                   | Milán            | 1:4 Report          | Ambrosiana       | 41' Giuseppe Torriani                                                                                                | 16', 58' Pietro Serantoni 4' Umberto Visentin 88' Giuseppe Meazza                                          |
| 23     | 18. 10. 1931 | Stadio San Siro                 | Serie A 1931/32                   | Milán            | 2:3 Report          | Ambrosiana-Inter | 11' Pietro Arcari 84' Mario Magnozzi                                                                                 | 19', 81' Giuseppe Meazza 35' Pietro Serantoni                                                              |
| 24     | 6. 3. 1932   | Arena Civica                    | Serie A 1931/32                   | Ambrosiana-Inter | 0:0 Report          | Milán            | | |
| 25     | 6. 11. 1932  | Arena Civica                    | Serie A 1932/33                   | Ambrosiana-Inter | 5:4 Report          | Milán            | 10', 79' Mario Magnozzi 59' Pietro Arcari 74' Giovanni Moretti                                                       | 2', 25' Attilio Demaría 6' Marcello Mihalich 44' Virgilio Felice Levratto 76' Giuseppe Meazza              |
| 26     | 9. 4. 1933   | Stadio San Siro                 | Serie A 1932/33                   | Milán            | 1:3 Report          | Ambrosiana-Inter | 7' Giovanni Moretti                                                                                                  | 55' Giuseppe Meazza 66' Virgilio Felice Levratto 78' Attilio Demaría                                       |
| 27     | 1. 11. 1933  | Arena Civica                    | Serie A 1933/34                   | Ambrosiana-Inter | 3:0 Report          | Milán            | | 56', 82' Giuseppe Meazza 65' Alfredo Pitto                                                                 |
| 28     | 11. 3. 1934  | Stadio San Siro                 | Serie A 1933/34                   | Milán            | 1:2 Report          | Ambrosiana-Inter | 58' Giulio Rossi | 71' Attilio Demaría 79' Giuseppe Meazza                                                                    |
| 29     | 2. 12. 1934  | Stadio San Siro                 | Serie A 1934/35                   | Milán            | 2:2 Report          | Ambrosiana-Inter | 13' Paolo Silvestri 68 (pen.)' Pietro Arcari                                                                         | 32 (vl.)' Luigi Perversi 43' Eligio Vecchi                                                                 |
| 30     | 14. 4. 1935  | Arena Civica                    | Serie A 1934/35                   | Ambrosiana-Inter | 2:0 Report          | Milán            | | 2' Roberto Porta 88' Attilio Demaría                                                                       |
| 31     | 29. 9. 1935  | Arena Civica                    | Serie A 1935/36                   | Ambrosiana-Inter | 1:1 Report          | Milán            | 30' Giovanni Moretti                                                                                                 | 75' Giuseppe Meazza                                                                                        |
| 32     | 2. 2. 1936   | Arena Civica                    | Serie A 1935/36                   | Milán            | 2:2 Report          | Ambrosiana-Inter | 57', 61' Pietro Arcari                                                                                               | 75' Giuseppe Meazza 90 (vl.)' Mario Zorzan                                                                 |
| 33     | 4. 10. 1936  | Stadio San Siro                 | Serie A 1936/37                   | Milán            | 1:1 Report          | Ambrosiana-Inter | 69' Egidio Capra | 21' Antonio Bisigato                                                                                       |
| 34     | 7. 2. 1937   | Arena Civica                    | Serie A 1936/37                   | Ambrosiana-Inter | 1:1 Report          | Milán            | 21' Remo Cossio | 27' Antonio Bisigato                                                                                       |
| 35     | 17. 10. 1937 | Arena Civica                    | Serie A 1937/38                   | Ambrosiana-Inter | 2:1 Report          | Milán            | 84' Egidio Capra | 13' Pietro Ferraris 24' Giovanni Ferrari                                                                   |
| 36     | 20. 2. 1938  | Stadio San Siro                 | Serie A 1937/38                   | Milán            | 1:0 Report          | Ambrosiana-Inter | 80' Egidio Capra | |
| 37     | 2. 10. 1938  | Arena Civica                    | Serie A 1938/39                   | Ambrosiana-Inter | 1:0 Report          | Milán            | | 41' Annibale Frossi                                                                                        |
| 38     | 12. 2. 1939  | Stadio San Siro                 | Serie A 1938/39                   | Milán            | 3:1 Report          | Ambrosiana-Inter | 22 (pen.)' Aldo Boffi 80' Pietro Buscaglia 88' Cinzio Scagliotti                                                     | 90' Enrico Candiani                                                                                        |
| 39     | 17. 12. 1939 | Arena Civica                    | Serie A 1939/40                   | Ambrosiana-Inter | 0:3 Report          | Milán            | 56', 75' Aldo Boffi 19' Bruno Chizzo                                                                                 | |
| 40     | 12. 5. 1940  | Stadio San Siro                 | Serie A 1939/40                   | Milán            | 3:1 Report          | Ambrosiana-Inter | 22 (pen.)' Aldo Boffi                                                                                                | 41' Enrico Candiani 64 (pen.)' Attilio Demaría 83' Pietro Ferraris                                         |
| 41     | 20. 10. 1940 | Stadio San Siro                 | Serie A 1940/41                   | Milán            | 0:1 Report          | Ambrosiana-Inter | | 52' Annibale Frossi                                                                                        |
| 42     | 9. 2. 1941   | Arena Civica                    | Serie A 1940/41                   | Ambrosiana-Inter | 2:2 Report          | Milán            | 56' Gino Cappello 83' Giuseppe Meazza                                                                                | 21' Annibale Frossi 40 (vl.)' Enrico Boniforti                                                             |
| 43     | 25. 1. 1942  | Arena Civica                    | Serie A 1941/42                   | Milán            | 2:1 Report          | Ambrosiana-Inter | 6' Amedeo Degli Esposti 37' Aldo Boffi                                                                               | 38' Carlo Alberto Quario                                                                                   |
| 44     | 7. 6. 1942   | Arena Civica                    | Serie A 1941/42                   | Ambrosiana-Inter | 2:2 Report          | Milán            | 1' Aldo Boffi 90' Piero Trapanelli                                                                                   | 19' Carlo Alberto Quario 82' Aldo Campatelli                                                               |
| 45     | 3. 1. 1943   | Arena Civica                    | Serie A 1942/43                   | Ambrosiana-Inter | 3:1 Report          | Milán            | 83 (vl.)' Arrigo Morsellii                                                                                           | 10' Giuseppe Baldini 20' Giovanni Gaddoni 82' Enrico Candiani                                              |
| 46     | 18. 4. 1943  | Arena Civica                    | Serie A 1942/43                   | Milán            | 0:3 Report          | Ambrosiana-Inter | | 4' Enrico Candiani 43' Giovanni Gaddoni 68' Pietro Rebuzzi                                                 |
| 47     | 23. 1. 1944  | Arena Civica                    | Národní divize 1944               | Ambrosiana-Inter | 3:1 Report          | Milán            | 81' Giuseppe Antonini                                                                                                | 37', 42' Giovanni Gaddoni 32' Pietro Rebuzzi                                                               |
| 48     | 19. 3. 1944  | Arena Civica                    | Národní divize 1944               | Milán            | 2:0 Report          | Ambrosiana-Inter | 9' Walter Del Medico 49' Romano Penzo                                                                                | |
| 49     | 4. 11. 1945  | Stadio San Siro                 | Národní divize 1945/46            | Milán            | 1:3 Report          | Inter            | 7' Héctor Puricelli                                                                                                  | 10', 63' Enrico Candiani 58' Romano Penzo                                                                  |
| 50     | 10. 2. 1946  | Stadio San Siro                 | Národní divize 1945/46            | Inter            | 2:0 Report          | Milán            | | 50' Camillo Achilli 67' Romano Penzo                                                                       |
| 51     | 30. 5. 1946  | Stadio San Siro                 | Národní divize 1945/46            | Milán            | 3:2 Report          | Inter            | 35' Aredio Gimona 36' Luigi Rosellini 75' Giuseppe Antonini                                                          | 13' Romano Penzo 32' Enrico Candiani                                                                       |
| 52     | 21. 7. 1946  | Arena Civica                    | Národní divize 1945/46            | Inter            | 0:1 Report          | Milán            | 7' Héctor Puricelli                                                                                                  | |
| 53     | 20. 10. 1946 | Stadio San Siro                 | Serie A 1946/47                   | Milán            | 3:1 Report          | Inter            | 54' Mario Tosolini 59' Héctor Puricelli 68' Riccardo Carapellese                                                     | 71' Alberto Cerioni                                                                                        |
| 54     | 16. 3. 1947  | Stadio San Siro                 | Serie A 1946/47                   | Inter            | 1:2 Report          | Milán            | 12' Mario Tosolini 30' Héctor Puricelli                                                                              | 60 (pen.)' Aldo Campatelli                                                                                 |
| 55     | 2. 11. 1947  | Stadio San Siro                 | Serie A 1947/48                   | Milán            | 3:2 Report          | Inter            | 13' Carlo Annovazzi 38' Renato Raccis 44' Riccardo Carapellese                                                       | 22' Bibiano Zapirain 36' Aldo Campatelli                                                                   |
| 56     | 11. 4. 1948  | Stadio San Siro                 | Serie A 1947/48                   | Inter            | 0:2 Report          | Milán            | 39' Giuseppe Antonini 45' Héctor Puricelli                                                                           | |
| 57     | 16. 10. 1948 | Stadio San Siro                 | Serie A 1948/49                   | Milán            | 0:2 Report          | Inter            | | 35' István Nyers 59' Benito Lorenzi                                                                        |
| 58     | 6. 2. 1949   | Stadio San Siro                 | Serie A 1948/49                   | Inter            | 4:4 Report          | Milán            | 43', 43' Gunnar Nordahl 2' Carlo Annovazzi 34' Paddy Sloan                                                           | 33', 71' István Nyers 27 (vl.)' Edy Gratton 66' Benito Lorenzi                                             |
| 59     | 6. 11. 1949  | Stadio San Siro                 | Serie A 1949/50                   | Inter            | 6:5 Report          | Milán            | 1', 7' Enrico Candiani 14' Gunnar Nordahl 19' Nils Liedholm 59' Carlo Annovazzi                                      | 39', 50', 64' Amedeo Amadei 10', 40 (pen.)' István Nyers 58' Benito Lorenzi                                |
| 60     | 19. 3. 1950  | Stadio San Siro                 | Serie A 1949/50                   | Milán            | 3:1 Report          | Inter            | 8 (vl.)' Oscar Basso 41 (pen.)' Gunnar Gren 89' Enrico Candiani                                                      | 59' Benito Lorenzi                                                                                         |
| 61     | 12. 11. 1950 | Stadio San Siro                 | Serie A 1950/51                   | Milán            | 2:3 Report          | Inter            | 64', 76' Gunnar Nordahl                                                                                              | 28', 83' Lennart Skoglund 4' István Nyers                                                                  |
| 62     | 25. 3. 1951  | Stadio San Siro                 | Serie A 1950/51                   | Inter            | 0:1 Report          | Milán            | 9' Gunnar Nordahl | |
| 63     | 4. 11. 1951  | Stadio San Siro                 | Serie A 1951/52                   | Inter            | 2:2 Report          | Milán            | 5' Renzo Burini 76' Omero Tognon                                                                                     | 2' István Nyers 9' Benito Lorenzi                                                                          |
| 64     | 6. 4. 1952   | Stadio San Siro                 | Serie A 1951/52                   | Milán            | 2:1 Report          | Inter            | 54' Nils Liedholm 75' Gunnar Nordahl                                                                                 | 58' István Nyers                                                                                           |
| 65     | 2. 11. 1952  | Stadio San Siro                 | Serie A 1952/53                   | Milán            | 0:1 Report          | Inter            | | 86' Benito Lorenzi                                                                                         |
| 66     | 8. 3. 1953   | Stadio San Siro                 | Serie A 1952/53                   | Inter            | 0:0 Report          | Milán            | | |
| 67     | 1. 11. 1953  | Stadio San Siro                 | Serie A 1953/54                   | Inter            | 3:0 Report          | Milán            | | 50', 54', 73 (pen.)' István Nyers                                                                          |
| 68     | 21. 3. 1954  | Stadio San Siro                 | Serie A 1953/54                   | Milán            | 2:0 Report          | Inter            | 34' Gunnar Nordahl 74' Jørgen Sørensen                                                                               | |
| 69     | 7. 11. 1954  | Stadio San Siro                 | Serie A 1954/55                   | Milán            | 1:1 Report          | Inter            | 84' Juan Alberto Schiaffino                                                                                          | 46' Sergio Brighenti                                                                                       |
| 70     | 3. 4. 1955   | Stadio San Siro                 | Serie A 1954/55                   | Inter            | 1:1 Report          | Milán            | 86' Gunnar Nordahl                                                                                                   | 49' Sergio Brighenti                                                                                       |
| 71     | 16. 10. 1955 | Stadio San Siro                 | Serie A 1955/56                   | Inter            | 2:1 Report          | Milán            | 33' Gunnar Nordahl                                                                                                   | 3' Fulvio Nesti 37' Benito Lorenzi                                                                         |
| 72     | 11. 3. 1956  | Stadio San Siro                 | Serie A 1955/56                   | Milán            | 1:2 Report          | Inter            | 69' Gunnar Nordahl                                                                                                   | 78 (vl.)' Franco Pedroni 81' Oscar Massei                                                                  |
| 73     | 21. 10. 1956 | Stadio San Siro                 | Serie A 1956/57                   | Milán            | 1:1 Report          | Inter            | 16' Per Bredesen | 12' Egisto Pandolfini                                                                                      |
| 74     | 10. 3. 1957  | Stadio San Siro                 | Serie A 1956/57                   | Inter            | 1:1 Report          | Milán            | 23' Gastone Bean | 43' Giovanni Invernizzi                                                                                    |
| 75     | 6. 10. 1957  | Stadio San Siro                 | Serie A 1957/58                   | Inter            | 1:0 Report          | Milán            | | 54 (pen.)' Guido Vincenzi                                                                                  |
| 76     | 23. 2. 1958  | Stadio San Siro                 | Serie A 1957/58                   | Milán            | 2:2 Report          | Inter            | 37' Carlo Galli 54' Amos Mariani                                                                                     | 26' Benito Lorenzi 62' Enea Masiero                                                                        |
| 77     | 15. 6. 1958  | Stadio San Siro                 | Coppa Italia 1958                 | Milán            | 3:2 Report          | Inter            | 27' Ernesto Cucchiaroni 46' Giancarlo Danova 86' Ernesto Grillo                                                      | 37' Marco Savioni 58' Giorgio Tinazzi                                                                      |
| 78     | 6. 7. 1958   | Stadio San Siro                 | Coppa Italia 1958                 | Inter            | 1:1 Report          | Milán            | 13' Giancarlo Danova                                                                                                 | 61' Oscar Massei                                                                                           |
| 79     | 2. 11. 1958  | Stadio San Siro                 | Serie A 1958/59                   | Milán            | 1:1 Report          | Inter            | 20' José Altafini | 68' Antonio Angelillo                                                                                      |
| 80     | 22. 3. 1959  | Stadio San Siro                 | Serie A 1958/59                   | Inter            | 1:0 Report          | Milán            | | 36' Eddie Firmani                                                                                          |
| 81     | 8. 11. 1959  | Stadio San Siro                 | Serie A 1959/60                   | Inter            | 0:0 Report          | Milán            | | |
| 82     | 27. 3. 1960  | Stadio San Siro                 | Serie A 1959/60                   | Milán            | 5:3 Report          | Inter            | 3', 16', 39', 53' José Altafini 21' Carlo Galli                                                                      | 43' Orazio Rancati 74' Mario Mereghetti 82' Antonio Angelillo                                              |
| 83     | 20. 11. 1960 | Stadio San Siro                 | Serie A 1960/61                   | Milán            | 0:1 Report          | Inter            | | 44' Armando Picchi                                                                                         |
| 84     | 26. 3. 1961  | Stadio San Siro                 | Serie A 1960/61                   | Inter            | 1:2 Report          | Milán            | 1' José Altafini 15' Nils Liedholm                                                                                   | 51 (pen.)' Bengt Lindskog                                                                                  |
| 85     | 1. 10. 1961  | Stadio San Siro                 | Serie A 1961/62                   | Inter            | 1:3 Report          | Milán            | 18' Gino Pivatelli 53' Jimmy Greaves 87' Oliviero Conti                                                              | 69' Luis Suárez                                                                                            |
| 86     | 4. 2. 1962   | Stadio San Siro                 | Serie A 1961/62                   | Milán            | 0:2 Report          | Inter            | | 44' Egidio Morbello 84' Luis Suárez                                                                        |
| 87     | 21. 10. 1962 | Stadio San Siro                 | Serie A 1962/63                   | Milán            | 1:1 Report          | Inter            | 63' Gino Pivatelli                                                                                                   | 44' Humberto Maschio                                                                                       |
| 88     | 24. 2. 1963  | Stadio San Siro                 | Serie A 1962/63                   | Inter            | 1:1 Report          | Milán            | 77' Dino Sani | 1' Sandro Mazzola                                                                                          |
| 89     | 19. 1. 1964  | Stadio San Siro                 | Serie A 1963/64                   | Inter            | 0:2 Report          | Milán            | 13' Giuliano Fortunato 35' Gianni Rivera                                                                             | |
| 90     | 22. 3. 1964  | Stadio San Siro                 | Serie A 1963/64                   | Milán            | 1:1 Report          | Inter            | 60' José Altafini | 61' Mario Corso                                                                                            |
| 91     | 15. 11. 1964 | Stadio San Siro                 | Serie A 1964/65                   | Milán            | 3:0 Report          | Inter            | 5', 63' Giovanni Lodetti 88' Amarildo                                                                                | |
| 92     | 28. 3. 1965  | Stadio San Siro                 | Serie A 1964/65                   | Inter            | 5:2 Report          | Milán            | 17', 75' Amarildo | 81', 84' Sandro Mazzola 5' Jair da Costa 68' Angelo Domenghini 73' Mario Corso                             |
| 93     | 21. 11. 1965 | Stadio San Siro                 | Serie A 1965/66                   | Inter            | 1:1 Report          | Milán            | 56' Amarildo | 31' Angelo Domenghini                                                                                      |
| 94     | 3. 4. 1966   | Stadio San Siro                 | Serie A 1965/66                   | Milán            | 1:2 Report          | Inter            | 32' Amarildo | 8' Gianfranco Bedin 63' Angelo Domenghini                                                                  |
| 95     | 20. 11. 1966 | Stadio San Siro                 | Serie A 1966/67                   | Milán            | 0:1 Report          | Inter            | | 88 (vl.)' Sergio Maddè                                                                                     |
| 96     | 2. 4. 1967   | Stadio San Siro                 | Serie A 1966/67                   | Inter            | 4:0 Report          | Milán            | | 18' Renato Cappellini 71' Giacinto Facchetti 74' Luis Suárez 84' Angelo Domenghini                         |
| 97     | 22. 10. 1967 | Stadio San Siro                 | Serie A 1967/68                   | Inter            | 1:1 Report          | Milán            | 78' Gianni Rivera | 58' Víctor Benítez                                                                                         |
| 98     | 18. 2. 1968  | Stadio San Siro                 | Serie A 1967/68                   | Milán            | 1:1 Report          | Inter            | 27' Kurt Hamrin | 2' Renato Cappellini                                                                                       |
| 99     | 16. 6. 1968  | Stadio San Siro                 | Coppa Italia 1967/68              | Inter            | 0:0 Report          | Milán            | | |
| 100    | 26. 6. 1968  | Stadio San Siro                 | Coppa Italia 1967/68              | Milán            | 4:2 Report          | Inter            | 30' Angelo Sormani 52' Kurt Hamrin 78' Karl-Heinz Schnellinger 86' Roberto Rosato                                    | 3' Harald Nielsen 66' Marco Achilli                                                                        |
| 101    | 3. 11. 1968  | Stadio San Siro                 | Serie A 1968/69                   | Milán            | 1:0 Report          | Inter            | 68' Romano Fogli | |
| 102    | 2. 3. 1969   | Stadio San Siro                 | Serie A 1968/69                   | Inter            | 1:1 Report          | Milán            | 86' Pierino Prati | 53' Mario Corso                                                                                            |
| 103    | 9. 11. 1969  | Stadio San Siro                 | Serie A 1969/70                   | Inter            | 0:0 Report          | Milán            | | |
| 104    | 8. 3. 1970   | Stadio San Siro                 | Serie A 1969/70                   | Milán            | 0:1 Report          | Inter            | | 80' Mario Corso                                                                                            |
| 105    | 8. 11. 1970  | Stadio San Siro                 | Serie A 1970/71                   | Milán            | 3:0 Report          | Inter            | 51' Giorgio Biasiolo 69' Silvano Villa 88' Gianni Rivera                                                             | |
| 106    | 7. 3. 1971   | Stadio San Siro                 | Serie A 1970/71                   | Inter            | 2:0 Report          | Milán            | | 12' Mario Corso 32' Sandro Mazzola                                                                         |
| 107    | 28. 11. 1971 | Stadio San Siro                 | Serie A 1971/72                   | Inter            | 2:3 Report          | Milán            | 2', 85' Alberto Bigon 30' Gianni Rivera                                                                              | 18' Gian Piero Ghio 42' Roberto Boninsegna                                                                 |
| 108    | 19. 3. 1972  | Stadio San Siro                 | Serie A 1971/72                   | Milán            | 1:1 Report          | Inter            | 53' Romeo Benetti | 84' Roberto Boninsegna                                                                                     |
| 109    | 7. 6. 1972   | Stadio San Siro                 | Coppa Italia 1971/72              | Milán            | 1:0 Report          | Inter            | 43' Giuseppe Sabadini                                                                                                | |
| 110    | 28. 6. 1972  | Stadio San Siro                 | Coppa Italia 1971/72              | Inter            | 0:1 Report          | Milán            | 28' Alberto Bigon | |
| 111    | 19. 11. 1972 | Stadio San Siro                 | Serie A 1972/73                   | Milán            | 3:2 Report          | Inter            | 23' Pierino Prati 31' Roberto Rosato 52' Romeo Benetti                                                               | 74' Gabriele Oriali 77' Roberto Boninsegna                                                                 |
| 112    | 18. 3. 1973  | Stadio San Siro                 | Serie A 1972/73                   | Inter            | 0:2 Report          | Milán            | 39' Giuseppe Sabadini 90' Romeo Benetti                                                                              | |
| 113    | 2. 12. 1973  | Stadio San Siro                 | Serie A 1973/74                   | Inter            | 2:1 Report          | Milán            | 40' Romeo Benetti | 14' Roberto Boninsegna 70' Giacinto Facchetti                                                              |
| 114    | 23. 1. 1974  | Stadio San Siro                 | Coppa Italia 1973/74              | Milán            | 0:1 Report          | Inter            | | 77' Roberto Boninsegna                                                                                     |
| 115    | 24. 3. 1974  | Stadio San Siro                 | Serie A 1973/74                   | Milán            | 1:5 Report          | Inter            | 20' Luciano Chiarugi                                                                                                 | 5' Gabriele Oriali 7 (vl.)' Giuseppe Sabadini 9' Roberto Boninsegna 44' Sandro Mazzola 69' Giorgio Mariani |
| 116    | 1. 5. 1974   | Stadio San Siro                 | Coppa Italia 1973/74              | Inter            | 2:1 Report          | Milán            | 28' Giuseppe Sabadini                                                                                                | 10' Sandro Mazzola 23' Roberto Boninsegna                                                                  |
| 117    | 10. 11. 1974 | Stadio San Siro                 | Serie A 1974/75                   | Inter            | 0:0 Report          | Milán            | | |
| 118    | 9. 3. 1975   | Stadio San Siro                 | Serie A 1974/75                   | Milán            | 3:0 Report          | Inter            | 5' Egidio Calloni 39' Romeo Benetti 70 (vl.)' Giacinto Facchetti                                                     | |
| 119    | 25. 5. 1975  | Stadio San Siro                 | Coppa Italia 1974/75              | Inter            | 0:1 Report          | Milán            | 81' Giuseppe Sabadini                                                                                                | |
| 120    | 15. 6. 1975  | Stadio San Siro                 | Coppa Italia 1974/75              | Milán            | 0:0 Report          | Inter            | | |
| 121    | 7. 12. 1975  | Stadio San Siro                 | Serie A 1975/76                   | Milán            | 2:1 Report          | Inter            | 51' Egidio Calloni 74' Silvano Villa                                                                                 | |
| 122    | 28. 3. 1976  | Stadio San Siro                 | Serie A 1975/76                   | Inter            | 0:1 Report          | Milán            | 41' Alberto Bigon | |
| 123    | 28. 11. 1976 | Stadio San Siro                 | Serie A 1976/77                   | Milán            | 1:1 Report          | Inter            | 81' Massimo Silva | 43' Gianpiero Marini                                                                                       |
| 124    | 27. 3. 1977  | Stadio San Siro                 | Serie A 1976/77                   | Inter            | 0:0 Report          | Milán            | | |
| 125    | 3. 7. 1977   | Stadio San Siro                 | Coppa Italia 1976/77              | Milán            | 2:0 Report          | Inter            | 64' Massimo Silva 89' Giorgio Braglia                                                                                | |
| 126    | 6. 11. 1977  | Stadio San Siro                 | Serie A 1977/78                   | Inter            | 1:3 Report          | Milán            | 4', 84' Ruben Buriani 89 (pen.)' Gianni Rivera                                                                       | 77' Pietro Anastasi                                                                                        |
| 127    | 12. 3. 1978  | Stadio San Siro                 | Serie A 1977/78                   | Milán            | 0:0 Report          | Inter            | | |
| 128    | 12. 11. 1978 | Stadio San Siro                 | Serie A 1978/79                   | Milán            | 1:0 Report          | Inter            | 49' Aldo Maldera | |
| 129    | 18. 3. 1979  | Stadio San Siro                 | Serie A 1978/79                   | Inter            | 2:2 Report          | Milán            | 80', 89' Walter De Vecchi                                                                                            | 50' Gabriele Oriali 78' Alessandro Altobelli                                                               |
| 130    | 28. 10. 1979 | Stadio Giuseppe Meazza          | Serie A 1979/80                   | Inter            | 2:0 Report          | Milán            | | 50', 78' Evaristo Beccalossi                                                                               |
| 131    | 2. 3. 1980   | Stadio Giuseppe Meazza          | Serie A 1979/80                   | Milán            | 0:1 Report          | Inter            | | 77' Gabriele Oriali                                                                                        |
| 132    | 7. 9. 1980   | Stadio Giuseppe Meazza          | Coppa Italia 1980/81              | Milán            | 0:1 Report          | Inter            | | 66' Alessandro Altobelli                                                                                   |
| 133    | 6. 9. 1981   | Stadio Giuseppe Meazza          | Coppa Italia 1981/82              | Inter            | 2:2 Report          | Milán            | 21' Walter Novellino 49' Joe Jordan                                                                                  | 23' Alessandro Altobelli 89' Giuseppe Bergomi                                                              |
| 134    | 25. 10. 1981 | Stadio Giuseppe Meazza          | Serie A 1981/82                   | Milán            | 0:1 Report          | Inter            | | 69' Gabriele Oriali                                                                                        |
| 135    | 7. 3. 1982   | Stadio Giuseppe Meazza          | Serie A 1981/82                   | Inter            | 2:1 Report          | Milán            | 17 (vl.)' Herbert Prohaska                                                                                           | 10' Herbert Prohaska 32' Alessandro Altobelli                                                              |
| 136    | 6. 11. 1983  | Stadio Giuseppe Meazza          | Serie A 1983/84                   | Inter            | 2:0 Report          | Milán            | | 5' Fulvio Collovati 18' Hansi Müller                                                                       |
| 137    | 18. 3. 1984  | Stadio Giuseppe Meazza          | Serie A 1983/84                   | Milán            | 0:0 Report          | Inter            | | |
| 138    | 28. 10. 1984 | Stadio Giuseppe Meazza          | Serie A 1984/85                   | Milán            | 2:1 Report          | Inter            | 33' Agostino Di Bartolomei 63' Mark Hateley                                                                          | 10' Alessandro Altobelli                                                                                   |
| 139    | 17. 3. 1985  | Stadio Giuseppe Meazza          | Serie A 1984/85                   | Inter            | 2:2 Report          | Milán            | 22' Pietro Paolo Virdis 85' Vinicio Verza                                                                            | 48' Karl-Heinz Rummenigge 81' Alessandro Altobelli                                                         |
| 140    | 23. 6. 1985  | Stadio Giuseppe Meazza          | Coppa Italia 1984/85              | Inter            | 1:2 Report          | Milán            | 30' Pietro Paolo Virdis 85' Andrea Icardi                                                                            | 25' Karl-Heinz Rummenigge                                                                                  |
| 141    | 26. 6. 1985  | Stadio Giuseppe Meazza          | Coppa Italia 1984/85              | Milán            | 1:1 Report          | Inter            | 77' Roberto Scarnecchia                                                                                              | 54 (pen.)' Liam Brady                                                                                      |
| 142    | 1. 12. 1985  | Stadio Giuseppe Meazza          | Serie A 1985/86                   | Milán            | 2:2 Report          | Inter            | 5', 69' Paolo Rossi                                                                                                  | 29' Alessandro Altobelli 65 (pen.)' Liam Brady                                                             |
| 143    | 6. 4. 1986   | Stadio Giuseppe Meazza          | Serie A 1985/86                   | Inter            | 1:0 Report          | Milán            | | 77' Giuseppe Minaudo                                                                                       |
| 144    | 12. 10. 1986 | Stadio Giuseppe Meazza          | Serie A 1986/87                   | Milán            | 0:0 Report          | Inter            | | |
| 145    | 1. 3. 1987   | Stadio Giuseppe Meazza          | Serie A 1986/87                   | Inter            | 1:2 Report          | Milán            | 53' Giuseppe Galderisi 85' Pietro Paolo Virdis                                                                       | 26 (vl.)' Franco Baresi                                                                                    |
| 146    | 20. 12. 1987 | Stadio Giuseppe Meazza          | Serie A 1987/88                   | Inter            | 0:1 Report          | Milán            | 4 (vl.)' Riccardo Ferri                                                                                              | |
| 147    | 24. 4. 1988  | Stadio Giuseppe Meazza          | Serie A 1987/88                   | Milán            | 2:0 Report          | Inter            | 43' Ruud Gullit 53' Pietro Paolo Virdis                                                                              | |
| 148    | 11. 12. 1988 | Stadio Giuseppe Meazza          | Serie A 1987/88                   | Milán            | 0:1 Report          | Inter            | | 26' Aldo Serena                                                                                            |
| 149    | 30. 4. 1989  | Stadio Giuseppe Meazza          | Serie A 1988/89                   | Inter            | 0:0 Report          | Milán            | | |
| 150    | 19. 11. 1989 | Stadio Giuseppe Meazza          | Serie A 1989/90                   | Inter            | 0:3 Report          | Milán            | 52' Marco van Basten 75' Diego Fuser 86' Daniele Massaro                                                             | |
| 151    | 18. 3. 1990  | Stadio Giuseppe Meazza          | Serie A 1989/90                   | Milán            | 1:3 Report          | Inter            | 84' Alessandro Costacurta                                                                                            | 3', 90' Aldo Serena 24 (pen.)' Lothar Matthäus                                                             |
| 152    | 18. 11. 1990 | Stadio Giuseppe Meazza          | Serie A 1990/91                   | Milán            | 0:1 Report          | Inter            | | 85' Nicola Berti                                                                                           |
| 153    | 24. 3. 1991  | Stadio Giuseppe Meazza          | Serie A 1990/91                   | Inter            | 0:1 Report          | Milán            | 74' Marco van Basten                                                                                                 | |
| 154    | 1. 12. 1991  | Stadio Giuseppe Meazza          | Serie A 1991/92                   | Inter            | 1:1 Report          | Milán            | 18' Marco van Basten                                                                                                 | 54' Jürgen Klinsmann                                                                                       |
| 155    | 18. 4. 1992  | Stadio Giuseppe Meazza          | Serie A 1991/92                   | Milán            | 1:0 Report          | Inter            | 89' Daniele Massaro                                                                                                  | |
| 156    | 22. 11. 1992 | Stadio Giuseppe Meazza          | Serie A 1992/93                   | Milán            | 1:1 Report          | Inter            | 40' Gianluigi Lentini                                                                                                | 69' Luigi De Agostini                                                                                      |
| 157    | 27. 1. 1993  | Stadio Giuseppe Meazza          | Coppa Italia 1992/93              | Milán            | 0:0 Report          | Inter            | | |
| 158    | 10. 2. 1993  | Stadio Giuseppe Meazza          | Coppa Italia 1992/93              | Inter            | 0:3 Report          | Milán            | 5', 12' Jean-Pierre Papin 35' Ruud Gullit                                                                            | |
| 159    | 10. 4. 1993  | Stadio Giuseppe Meazza          | Serie A 1992/93                   | Inter            | 1:1 Report          | Milán            | 83' Ruud Gullit | 44' Nicola Berti                                                                                           |
| 160    | 7. 11. 1993  | Stadio Giuseppe Meazza          | Serie A 1993/94                   | Inter            | 1:2 Report          | Milán            | 34' Christian Panucci 52' Jean-Pierre Papin                                                                          | 64 (pen.)' Dennis Bergkamp                                                                                 |
| 161    | 20. 3. 1994  | Stadio Giuseppe Meazza          | Serie A 1993/94                   | Milán            | 2:1 Report          | Inter            | 46 (vl.)' Giuseppe Bergomi 89' Daniele Massaro                                                                       | 86' Salvatore Schillaci                                                                                    |
| 162    | 12. 10. 1994 | Stadio Giuseppe Meazza          | Coppa Italia 1994/95              | Milán            | 1:2 Report          | Inter            | 38' Gianluigi Lentini                                                                                                | 56 (pen.)' Pierluigi Orlandini 64' Giuseppe Bergomi                                                        |
| 163    | 26. 10. 1994 | Stadio Giuseppe Meazza          | Coppa Italia 1994/95              | Inter            | 2:1 Report          | Milán            | 46' Roberto Donadoni                                                                                                 | 64' Rubén Sosa 78' Pierluigi Orlandini                                                                     |
| 164    | 20. 11. 1994 | Stadio Giuseppe Meazza          | Serie A 1994/95                   | Milán            | 1:1 Report          | Inter            | 50' Paolo Maldini | 4' Davide Fontolan                                                                                         |
| 165    | 15. 4. 1995  | Stadio Giuseppe Meazza          | Serie A 1994/95                   | Inter            | 3:1 Report          | Milán            | 85' Giovanni Stroppa                                                                                                 | 43' Andrea Seno 69' Wim Jonk 87 (vl.)' Sebastiano Rossi                                                    |
| 166    | 29. 10. 1995 | Stadio Giuseppe Meazza          | Serie A 1995/96                   | Inter            | 1:1 Report          | Milán            | 46' Dejan Savićević                                                                                                  | 19' Massimo Paganin                                                                                        |
| 167    | 10. 3. 1996  | Stadio Giuseppe Meazza          | Serie A 1995/96                   | Milán            | 0:1 Report          | Inter            | | 5' Marco Branca                                                                                            |
| 168    | 24. 11. 1996 | Stadio Giuseppe Meazza          | Serie A 1996/97                   | Milán            | 1:1 Report          | Inter            | 3' Roberto Baggio | 13' Youri Djorkaeff                                                                                        |
| 169    | 13. 4. 1997  | Stadio Giuseppe Meazza          | Serie A 1996/97                   | Inter            | 3:1 Report          | Milán            | 88' Roberto Baggio                                                                                                   | 19 (pen.)' Youri Djorkaeff 43' Iván Zamorano 57' Maurizio Ganz                                             |
| 170    | 22. 11. 1997 | Stadio Giuseppe Meazza          | Serie A 1997/98                   | Inter            | 2:2 Report          | Milán            | 88' George Weah 90 (pen.)' André Cruz                                                                                | 13' Diego Simeone 68 (pen.)' Ronaldo                                                                       |
| 171    | 8. 1. 1998   | Stadio Giuseppe Meazza          | Coppa Italia 1997/98              | Milán            | 5:0 Report          | Inter            | 28 (pen.)' Demetrio Albertini 33' Maurizio Ganz 43' Dejan Savićević 46 (vl.)' Francesco Colonnese 60' Steinar Nilsen | |
| 172    | 21. 1. 1998  | Stadio Giuseppe Meazza          | Coppa Italia 1997/98              | Inter            | 1:0 Report          | Milán            | | 31' Marco Branca                                                                                           |
| 173    | 22. 3. 1998  | Stadio Giuseppe Meazza          | Serie A 1997/98                   | Milán            | 0:3 Report          | Inter            | | 42', 87' Diego Simeone 77' Ronaldo                                                                         |
| 174    | 8. 11. 1998  | Stadio Giuseppe Meazza          | Serie A 1998/99                   | Milán            | 2:2 Report          | Inter            | 13' George Weah 59 (pen.)' Demetrio Albertini                                                                        | 7' Ronaldo 48' Francesco Moriero                                                                           |
| 175    | 13. 3. 1999  | Stadio Giuseppe Meazza          | Serie A 1998/99                   | Inter            | 2:2 Report          | Milán            | 14', 52' Leonardo | 7 (vl.)' Bruno N'Gotty 77' Javier Zanetti                                                                  |
| 176    | 23. 10. 1999 | Stadio Giuseppe Meazza          | Serie A 1999/00                   | Inter            | 1:2 Report          | Milán            | 72' Andrij Ševčenko 90' George Weah                                                                                  | 20 (pen.)' Ronaldo                                                                                         |
| 177    | 12. 1. 2000  | Stadio Giuseppe Meazza          | Coppa Italia 1999/00              | Milán            | 2:3 Report          | Inter            | 44', 55' Andrij Ševčenko                                                                                             | 28' Christian Vieri 54' Adrian Mutu 69' Clarence Seedorf                                                   |
| 178    | 27. 1. 2000  | Stadio Giuseppe Meazza          | Coppa Italia 1999/00              | Inter            | 1:1 Report          | Milán            | 55' Andrij Ševčenko                                                                                                  | 37' Roberto Baggio                                                                                         |
| 179    | 5. 3. 2000   | Stadio Giuseppe Meazza          | Serie A 1999/00                   | Milán            | 1:2 Report          | Inter            | 90+1 (pen.)' Andrij Ševčenko                                                                                         | 43' Iván Zamorano 63' Luigi Di Biagio                                                                      |
| 180    | 7. 1. 2001   | Stadio Giuseppe Meazza          | Serie A 2000/01                   | Milán            | 2:2 Report          | Inter            | 65' Zvonimir Boban 85' Oliver Bierhoff                                                                               | 11' Hakan Şükür 72' Luigi Di Biagio                                                                        |
| 181    | 22. 5. 2001  | Stadio Giuseppe Meazza          | Serie A 2000/01                   | Inter            | 0:6 Report          | Milán            | 3', 19' Gianni Comandini 67', 78' Andrij Ševčenko 53' Federico Giunti 81' Serginho                                   | |
| 182    | 21. 10. 2001 | Stadio Giuseppe Meazza          | Serie A 2001/02                   | Inter            | 2:4 Report          | Milán            | 59', 78' Andrij Ševčenko 62' Cosmin Contra 66' Filippo Inzaghi                                                       | 13' Nicola Ventola 90' Mohamed Kallon                                                                      |
| 183    | 3. 3. 2002   | Stadio Giuseppe Meazza          | Serie A 2001/02                   | Milán            | 0:1 Report          | Inter            | | 78' Christian Vieri                                                                                        |
| 184    | 23. 11. 2002 | Stadio Giuseppe Meazza          | Serie A 2002/03                   | Milán            | 1:0 Report          | Inter            | 13' Serginho | |
| 185    | 12. 4. 2003  | Stadio Giuseppe Meazza          | Serie A 2002/03                   | Inter            | 0:1 Report          | Milán            | 62' Filippo Inzaghi                                                                                                  | |
| 186    | 7. 5. 2003   | Stadio Giuseppe Meazza          | LM 2002/03                        | Milán            | 0:0 Report          | Inter            | | |
| 187    | 13. 5. 2003  | Stadio Giuseppe Meazza          | LM 2002/03                        | Inter            | 1:1 Report          | Milán            | 45+1' Andrij Ševčenko                                                                                                | 84' Obafemi Martins                                                                                        |
| 188    | 5. 10. 2003  | Stadio Giuseppe Meazza          | Serie A 2003/04                   | Inter            | 1:3 Report          | Milán            | 69' Filippo Inzaghi 46' Kaká 77' Andrij Ševčenko                                                                     | 78' Obafemi Martins                                                                                        |
| 189    | 21. 2. 2004  | Stadio Giuseppe Meazza          | Serie A 2003/04                   | Milán            | 3:2 Report          | Inter            | 56' Jon Dahl Tomasson 57' Kaká 85' Clarence Seedorf                                                                  | 15' Dejan Stanković 40' Cristiano Zanetti                                                                  |
| 190    | 24. 10. 2004 | Stadio Giuseppe Meazza          | Serie A 2004/05                   | Milán            | 0:0 Report          | Inter            | | |
| 191    | 27. 2. 2005  | Stadio Giuseppe Meazza          | Serie A 2004/05                   | Inter            | 0:1 Report          | Milán            | 74' Kaká | |
| 192    | 6. 4. 2005   | Stadio Giuseppe Meazza          | LM 2004/05                        | Milán            | 2:0 Report          | Inter            | 45+1' Jaap Stam 74' Andrij Ševčenko                                                                                  | |
| 193    | 12. 4. 2005  | Stadio Giuseppe Meazza          | LM 2004/05                        | Inter            | 0:3 (kont.) Report  | Milán            | 30' Andrij Ševčenko                                                                                                  | |
| 194    | 11. 12. 2005 | Stadio Giuseppe Meazza          | Serie A 2005/06                   | Inter            | 3:2 Report          | Milán            | 39 (pen.)' Andrij Ševčenko 83' Jaap Stam                                                                             | 24 (pen.)', 90+2' Adriano 59' Obafemi Martins                                                              |
| 195    | 14. 4. 2006  | Stadio Giuseppe Meazza          | Serie A 2005/06                   | Milán            | 1:0 Report          | Inter            | 70' Kacha Kaladze | |
| 196    | 28. 10. 2006 | Stadio Giuseppe Meazza          | Serie A 2006/07                   | Milán            | 3:4 Report          | Inter            | 50' Clarence Seedorf 76' Alberto Gilardino 90+1' Kaká                                                                | 17' Hernán Crespo 22' Dejan Stanković 47' Zlatan Ibrahimović 69' Marco Materazzi                           |
| 197    | 11. 3. 2007  | Stadio Giuseppe Meazza          | Serie A 2006/07                   | Inter            | 2:1 Report          | Milán            | 40' Ronaldo | 54' Julio Cruz 75' Zlatan Ibrahimović                                                                      |
| 198    | 21. 12. 2007 | Stadio Giuseppe Meazza          | Serie A 2007/08                   | Inter            | 2:1 Report          | Milán            | 18' Andrea Pirlo | 36' Julio Cruz 63' Esteban Cambiasso                                                                       |
| 199    | 24. 5. 2008  | Stadio Giuseppe Meazza          | Serie A 2007/08                   | Milán            | 2:1 Report          | Inter            | 51' Filippo Inzaghi 56' Kaká                                                                                         | 76' Julio Cruz                                                                                             |
| 200    | 28. 9. 2008  | Stadio Giuseppe Meazza          | Serie A 2008/09                   | Milán            | 1:0 Report          | Inter            | 37' Ronaldinho | |
| 201    | 15. 2. 2009  | Stadio Giuseppe Meazza          | Serie A 2008/09                   | Inter            | 2:1 Report          | Milán            | 71' Alexandre Pato                                                                                                   | 29' Adriano 43' Dejan Stanković                                                                            |
| 202    | 29. 8. 2009  | Stadio Giuseppe Meazza          | Serie A 2009/10                   | Milán            | 0:4 Report          | Inter            | | 29' Thiago Motta 36 (pen.)' Diego Milito 45+1' Maicon 67' Dejan Stanković                                  |
| 203    | 24. 1. 2010  | Stadio Giuseppe Meazza          | Serie A 2009/10                   | Inter            | 2:0 Report          | Milán            | | 10' Diego Milito 65' Goran Pandev                                                                          |
| 204    | 14. 11. 2010 | Stadio Giuseppe Meazza          | Serie A 2010/11                   | Inter            | 0:1 Report          | Milán            | 5 (pen.)' Zlatan Ibrahimović                                                                                         | |
| 205    | 2. 4. 2011   | Stadio Giuseppe Meazza          | Serie A 2010/11                   | Milán            | 3:0 Report          | Inter            | 1', 62' Alexandre Pato 90 (pen.)' Antonio Cassano                                                                    | |
| 206    | 6. 8. 2011   | Pekingský národní stadion       | Supercoppa italiana 2011          | Milán            | 2:1 Report          | Inter            | 60' Zlatan Ibrahimović 69' Kevin-Prince Boateng                                                                      | 22' Wesley Sneijder                                                                                        |
| 207    | 15. 1. 2012  | Stadio Giuseppe Meazza          | Serie A 2011/12                   | Milán            | 0:1 Report          | Inter            | | 10' Diego Milito                                                                                           |
| 208    | 6. 5. 2012   | Stadio Giuseppe Meazza          | Serie A 2011/12                   | Inter            | 4:2 Report          | Milán            | 44 (pen.)', 46' Zlatan Ibrahimović                                                                                   | 14', 52 (pen.)', 80 (pen.)' Diego Milito 87' Maicon                                                        |
| 209    | 7. 10. 2012  | Stadio Giuseppe Meazza          | Serie A 2012/13                   | Milán            | 0:1 Report          | Inter            | | 4' Walter Samuel                                                                                           |
| 210    | 24. 2. 2013  | Stadio Giuseppe Meazza          | Serie A 2012/13                   | Inter            | 1:1 Report          | Milán            | 20' Stephan El Shaarawy                                                                                              | 71' Ezequiel Schelotto                                                                                     |
| 211    | 22. 12. 2013 | Stadio Giuseppe Meazza          | Serie A 2013/14                   | Inter            | 1:0 Report          | Milán            | | 86' Rodrigo Palacio                                                                                        |
| 212    | 4. 5. 2014   | Stadio Giuseppe Meazza          | Serie A 2013/14                   | Milán            | 1:0 Report          | Inter            | 65' Nigel de Jong | |
| 213    | 23. 11. 2014 | Stadio Giuseppe Meazza          | Serie A 2014/15                   | Milán            | 1:1 Report          | Inter            | 23' Jérémy Ménez | 61' Joel Obi                                                                                               |
| 214    | 19. 4. 2015  | Stadio Giuseppe Meazza          | Serie A 2014/15                   | Inter            | 0:0 Report          | Milán            | | |
| 215    | 13. 9. 2015  | Stadio Giuseppe Meazza          | Serie A 2015/16                   | Inter            | 1:0 Report          | Milán            | | 58' Fredy Guarín                                                                                           |
| 216    | 31. 1. 2016  | Stadio Giuseppe Meazza          | Serie A 2015/16                   | Milán            | 3:0 Report          | Inter            | 35' Alex 73' Carlos Bacca 77' M'Baye Niang                                                                           | |
| 217    | 20. 11. 2016 | Stadio Giuseppe Meazza          | Serie A 2016/17                   | Milán            | 2:2 Report          | Inter            | 42', 58' Suso | 53' Antonio Candreva 90+2' Ivan Perišić                                                                    |
| 218    | 15. 4. 2017  | Stadio Giuseppe Meazza          | Serie A 2016/17                   | Inter            | 2:2 Report          | Milán            | 83' Alessio Romagnoli 90+7' Cristián Zapata                                                                          | 36' Antonio Candreva 44' Mauro Icardi                                                                      |
| 219    | 15. 10. 2017 | Stadio Giuseppe Meazza          | Serie A 2017/18                   | Inter            | 3:2 Report          | Milán            | 56' Suso 81 (vl.)' Samir Handanovič                                                                                  | 28', 63', 90 (pen.)' Mauro Icardi                                                                          |
| 220    | 27. 12. 2017 | Stadio Giuseppe Meazza          | Coppa Italia 2017/18              | Milán            | 1:0 (Prodl.) Report | Inter            | 104' Patrick Cutrone                                                                                                 | |
| 221    | 4. 4. 2018   | Stadio Giuseppe Meazza          | Serie A 2017/18                   | Milán            | 0:0 Report          | Inter            | | |
| 222    | 21. 10. 2018 | Stadio Giuseppe Meazza          | Serie A 2018/19                   | Inter            | 1:0 Report          | Milán            | | 90+2 (pen.)' Mauro Icardi                                                                                  |
| 223    | 4. 4. 2018   | Stadio Giuseppe Meazza          | Serie A 2018/19                   | Milán            | 2:3 Report          | Inter            | 57' Tiémoué Bakayoko 71' Mateo Musacchio                                                                             | 3' Matías Vecino 51' Stefan de Vrij 67 (pen.)' Lautaro Martínez                                            |
| 224    | 21. 9. 2019  | Stadio Giuseppe Meazza          | Serie A 2019/20                   | Milán            | 0:2 Report          | Inter            | | 49' Marcelo Brozović 78' Romelu Lukaku                                                                     |
| 225    | 9. 2. 2020   | Stadio Giuseppe Meazza          | Serie A 2019/20                   | Inter            | 4:2 Report          | Milán            | 40' Ante Rebić 45+1' Zlatan Ibrahimović                                                                              | 51' Marcelo Brozović 54' Matías Vecino 70' Stefan de Vrij 90+3' Romelu Lukaku                              |
| 226    | 17. 10. 2020 | Stadio Giuseppe Meazza          | Serie A 2020/21                   | Inter            | 1:2 Report          | Milán            | 13', 16' Zlatan Ibrahimović                                                                                          | 29' Romelu Lukaku                                                                                          |
| 227    | 26. 1. 2021  | Stadio Giuseppe Meazza          | Coppa Italia 2020/21              | Inter            | 2:1 Report          | Milán            | 31' Zlatan Ibrahimović                                                                                               | 71 (pen.)' Romelu Lukaku 90+7' Christian Eriksen                                                           |
| 228    | 21. 2. 2021  | Stadio Giuseppe Meazza          | Serie A 2020/21                   | Milán            | 0:3 Report          | Inter            | | 5', 57' Lautaro Martínez 66' Romelu Lukaku                                                                 |
| 229    | 7. 11. 2021  | Stadio Giuseppe Meazza          | Serie A 2021/22                   | Milán            | 1:1 Report          | Inter            | 17 (vl.)' Stefan de Vrij                                                                                             | 11 (pen.)' Hakan Çalhanoğlu                                                                                |
| 230    | 5. 2. 2022   | Stadio Giuseppe Meazza          | Serie A 2021/22                   | Inter            | 1:2 Report          | Milán            | 75', 78' Olivier Giroud                                                                                              | 38' Ivan Perišić                                                                                           |
| 231    | 1. 3. 2022   | Stadio Giuseppe Meazza          | Coppa Italia 2021/22              | Milán            | 0:0 Report          | Inter            | | |
| 232    | 19. 4. 2022  | Stadio Giuseppe Meazza          | Coppa Italia 2021/22              | Inter            | 3:0 Report          | Milán            | | 4', 40' Lautaro Martínez 82' Robin Gosens                                                                  |
| 233    | 3. 9. 2022   | Stadio Giuseppe Meazza          | Serie A 2022/23                   | Milán            | 3:2 Report          | Inter            | 28', 60' Rafael Leão 54' Olivier Giroud                                                                              | 21' Marcelo Brozović 67' Edin Džeko                                                                        |
| 234    | 18. 1. 2023  | Stadion krále Fahda             | Supercoppa italiana 2022          | Milán            | 0:3 Report          | Inter            | | 10' Federico Dimarco 21' Edin Džeko 77' Lautaro Martínez                                                   |
| 235    | 5. 2. 2023   | Stadio Giuseppe Meazza          | Serie A 2022/23                   | Inter            | 1:0 Report          | Milán            | | 34' Lautaro Martínez                                                                                       |
| 236    | 10. 5. 2023  | Stadio Giuseppe Meazza          | LM 2022/23                        | Milán            | 0:2 Report          | Inter            | | 8' Edin Džeko 11' Henrich Mchitarjan                                                                       |
| 237    | 16. 5. 2023  | Stadio Giuseppe Meazza          | LM 2022/23                        | Inter            | 1:0 Report          | Milán            | | 74' Lautaro Martínez                                                                                       |
| 238    | 16. 9. 2023  | Stadio Giuseppe Meazza          | Serie A 2023/24                   | Inter            | 5:1 Report          | Milán            | 57' Rafael Leão | 5', 69' Henrich Mchitarjan 38' Marcus Thuram 79 (pen.)' Hakan Çalhanoğlu 90+3' Davide Frattesi             |
| 239    | 22. 4. 2024  | Stadio Giuseppe Meazza          | Serie A 2023/24                   | Milán            | 1:2 Report          | Inter            | 80' Fikayo Tomori | 18' Francesco Acerbi 49' Marcus Thuram                                                                     |
| 240    | 22. 9. 2024  | Stadio Giuseppe Meazza          | Serie A 2024/25                   | Inter            | 1:2 Report          | Milán            | 10' Christian Pulisic 89' Matteo Gabbia                                                                              | 27' Federico Dimarco                                                                                       |
| 241    | 6. 1. 2025   | Stadio dell'Università Re Sa'ud | Supercoppa italiana 2024 – Finále | Inter            | 2:3 Report          | Milán            | 52' Theo Hernández 80' Christian Pulisic 90+3' Tammy Abraham                                                         | 45+1' Lautaro Martínez 47' Mehdi Taremi                                                                    |
| 242    | 2. 2. 2025   | Stadio Giuseppe Meazza          | Serie A 2024/25                   | Milán            | 1:1 Report          | Inter            | 45' Tijjani Reijnders                                                                                                | 90+3' Stefan de Vrij                                                                                       |
| 243    | 2. 4. 2025   | Stadio Giuseppe Meazza          | Coppa Italia 2024/25              | Milán            | 1:1 Report          | Inter            | 47' Tammy Abraham | 67' Hakan Çalhanoğlu                                                                                       |
| 244    | 23. 4. 2025  | Stadio Giuseppe Meazza          | Coppa Italia 2024/25              | Inter            | 0:3 Report          | Milán            | 36', 49' Luka Jovič 85' Tijjani Reijnders                                                                            | |

## Statistiky

### Klubové
|                 | Zápasy | Výhry Interu | Remíz | Výhry Milána | Skóre   |
| --------------- | ------ | ------------ | ----- | ------------ | ------- |
| Liga            | 204    | 78           | 60    | 65           | 299:269 |
| Národní poháry  | 34     | 11           | 9     | 14           | 37:46   |
| Evropské poháry | 6      | 2            | 2     | 2            | 4:6     |
| Celkem          | 244    | 91           | 71    | 82           | 340:321 |

### Hráčské

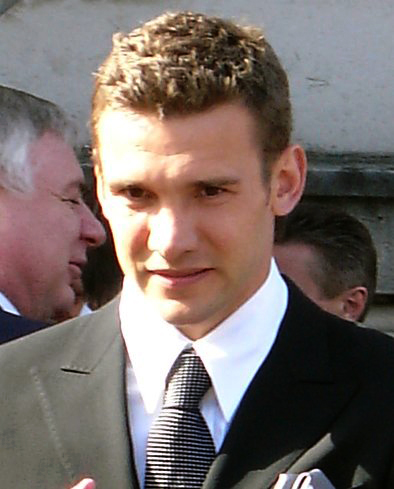
Andrij Ševčenko

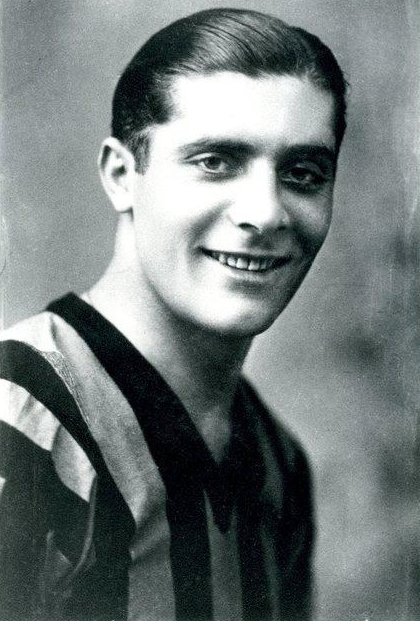
Giuseppe Meazza

#### Střelecká listina

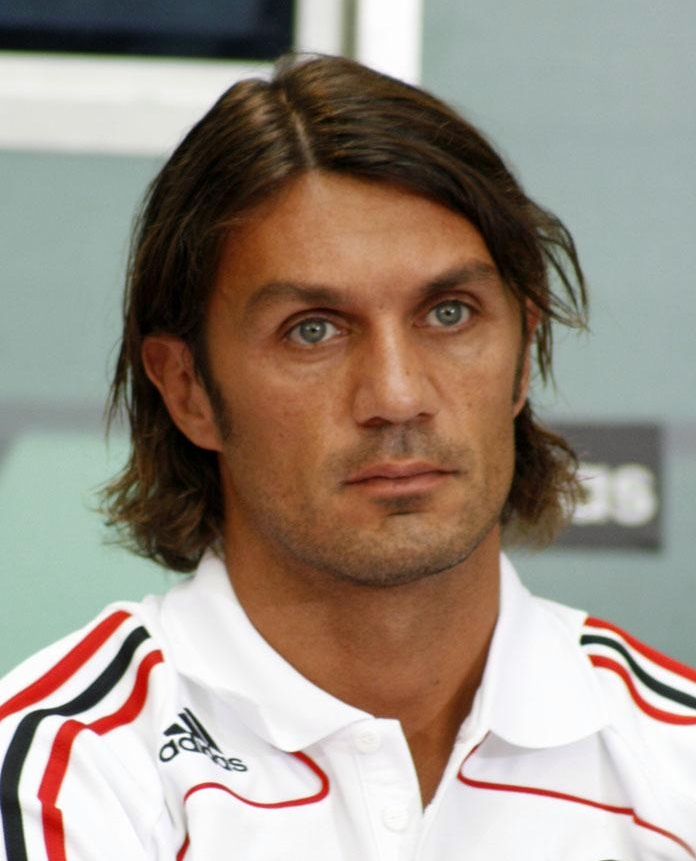
Paolo Maldini

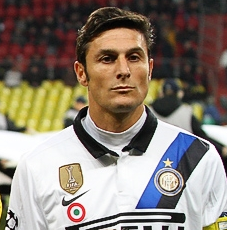
Javier Zanetti

| Pořadí | Jméno                | Klub                 | Branky |
| ------ | -------------------- | -------------------- | ------ |
| 1.     | Andrij Ševčenko      | Milán                | 14     |
| 2.     | Giuseppe Meazza      | Inter (12) Milán (1) | 13     |
| 3.     | Gunnar Nordahl       | Milán                | 11     |
| 3.     | István Nyers         | Inter                | 11     |
| 5.     | Zlatan Ibrahimović   | Inter (2) Milán (8)  | 10     |
| 5.     | Enrico Candiani      | Inter (7) Milán (3)  | 10     |
| 7.     | Lautaro Martínez     | Inter                | 9      |
| 8.     | José Altafini        | Milán                | 7      |
| 8.     | Alessandro Altobelli | Inter                | 7      |
| 8.     | Roberto Boninsegna   | Inter                | 7      |
| 8.     | Benito Lorenzi       | Inter                | 7      |
| 8.     | Louis Van Hege       | Milán                | 7      |

#### Nejvíce zápasů

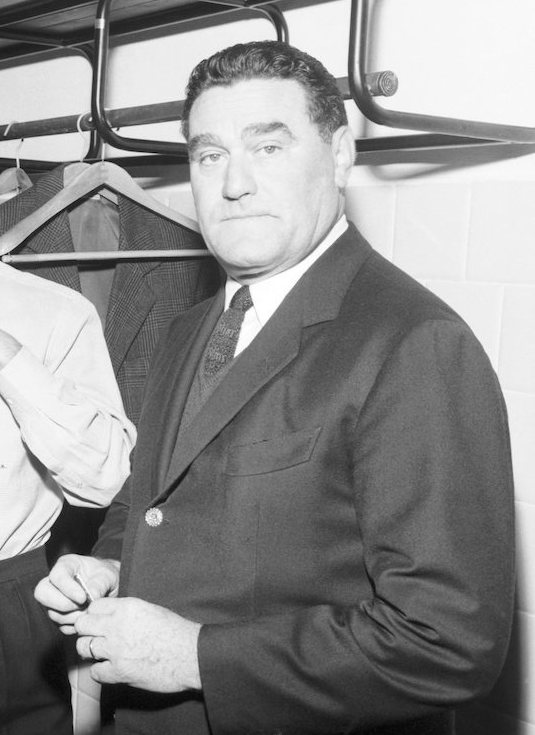
Nereo Rocco

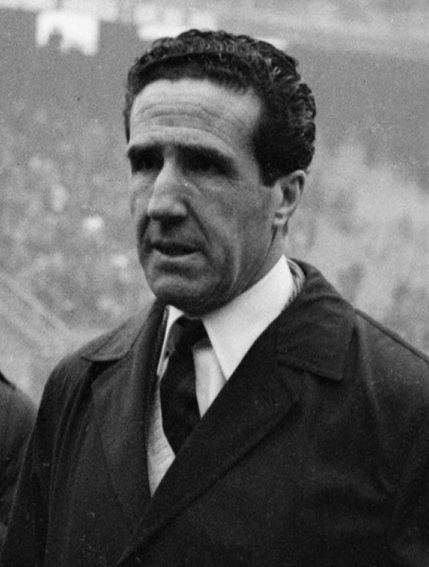
Helenio Herrera

| Pořadí | Jméno                 | Klub                 | Branky |
| ------ | --------------------- | -------------------- | ------ |
| 1.     | Paolo Maldini         | Milán                | 56     |
| 2.     | Javier Zanetti        | Inter                | 47     |
| 3.     | Giuseppe Bergomi      | Inter                | 44     |
| 4.     | Alessandro Costacurta | Milán                | 43     |
| 5.     | Gianni Rivera         | Milán                | 42     |
| 6.     | Giuseppe Meazza       | Inter (37) Milán (3) | 40     |
| 6.     | Giacinto Facchetti    | Inter                | 40     |
| 6.     | Sandro Mazzola        | Inter                | 40     |
| 9.     | Franco Baresi         | Milán                | 39     |
| 10.    | Mauro Tassotti        | Milán                | 35     |
| 11.    | Tarcisio Burgnich     | Inter                | 34     |
| 12.    | Giuseppe Baresi       | Inter                | 33     |
| 12.    | Mario Corso           | Inter                | 33     |

### Trenéři
| Pořadí | Jméno           | Klub                 | Branky |
| ------ | --------------- | -------------------- | ------ |
| 1.     | Nereo Rocco     | Milán                | 25     |
| 2.     | Helenio Herrera | Inter                | 20     |
| 2.     | Giuseppe Viani  | Milán                | 20     |
| 4.     | Carlo Ancelotti | Milán                | 19     |
| 4.     | Antonio Busini  | Milán                | 19     |
| 6.     | Fabio Capello   | Milán                | 18     |
| 7.     | Stefano Pioli   | Inter (2) Milán (15) | 17     |
| 8.     | Nils Liedholm   | Milán                | 16     |
| 8.     | Simone Inzaghi  | Inter                | 16     |
| 10.    | Roberto Mancini | Inter                | 14     |

## Rekordy
- Nejvíce zápasů v sezoně: 5 (2022/23, 2x v lize, 2x LM a 1x Italský superpohár)
- Nejvíce branek v utkání: 11, Inter-Milán 6:5 (6.11. 1949)
- Největší vítězství Milána: 0:6 (11.5. 2001)
- Největší vítězství Interu: 0:5 (6.2. 1910)
- Nejdelší série vítězství Milána: 6 (5.2. 1911 – 9.2. 1913 a 30.5. 1946 – 11.4. 1948)
- Nejdelší série vítězství Interu: 6 (18.1. 2023 – 22.4. 2024)
- Nejdelší série bez prohry Milána: 13 (10.11. 1974 – 18.3. 1979)
- Nejdelší série bez prohry Interu: 17 (10.11. 1929 – 7.2. 1937)
- Nejrychlejší branka za Inter: Sandro Mazzola (13 sekunda, 24.2. 1963)
- Nejrychlejší branka za Milán: José Altafini (25 sekunda, 26.3. 1961)
- Nejvíce branek v utkání za Milán: Giovanni Capra (3 branky, 6.2. 1910), Amedeo Amadei (3 branky, 6.11. 1949), István Nyers (3 branky, 1.11. 1953), Diego Milito (3 branky, 6.5. 2012), Mauro Icardi (3 branky, 15.10. 2017)
- Nejvíce branek v utkání za Inter: José Altafini (4 branky, 27.3. 1960)
- Hráč Saul Malatrasi je jediným hráčem, který vyhrál ligu, Pohár PMEZ a Interkontinentální pohár za oba kluby.
- Hráč Zlatan Ibrahimović je jediným hráčem, který se stal nejlepším střelcem v lize, který hrál za oba kluby (Inter – 2008/09, Milán – 2011/12).
- Hráč Romelu Lukaku je hráčem, který vstřelil v nejvíce po sobě jdoucích derby (5 – 21.9. 2019 – 21.2. 2021).
- Hráč Edoardo Mariani je nejmladším střelcem v derby ve věku 16 let a 359 dní (27.2. 1910).
- Hráč Zlatan Ibrahimović je nejstarším střelcem v derby ve věku 39 let a 115 dní (26.1. 2021).